# Токугава Иэмицу
Токугава Иэмицу (яп. 徳川 家光 ; 12 августа 1604 — 8 июня 1651) — 3-й сёгун из династии Токугава, правивший Японией с 1623 года и до своей смерти в 1651 году.
Токугава Иэмицу был вторым сыном Токугава Хидэтада и внуком Токугава Иэясу. Точная дата его рождения и детское имя неизвестны, известно лишь, что он родился после того, как его дед принял титул сёгуна и до того, как передал его сыну Хидэтада.
Детство Иэмицу прошло в атмосфере борьбы за власть между кланом Токугава и его противниками, которые были окончательно побеждены только в 1615 году. Всеобщая подозрительность, недоверие и замкнутый образ жизни, вероятно, сильно повлияли на формирование личности Иэмицу. В юности он практиковал сюдо и в 16 лет, принимая ванну с 21-летним любовником, зарезал его. До совершеннолетия и объявления наследником титула, Иэмицу боролся за расположение своего отца со своим братом Таданага.
При сёгуне Иэмицу, считавшем идеалом государственного устройства конфуцианскую гармоничную иерархию, социальная структура общества была законсервирована. Самураям было запрещено переходить на службу к новому хозяину без согласия прежнего, у крестьян было изъято все оружие вплоть до кухонных ножей (их выдавали для бытовых нужд «под расписку»), всем жителям страны было предписано «зарегистрироваться» в том или ином синтоистском или буддистском храме.

## Жизнеописание

### Молодые годы
Токугава Иэмицу родился 12 августа 1604 года в Западном дворе замка Эдо провинции Мусаси. Он был вторым сыном Токугавы Хидэтады, второго сёгуна сёгуната Эдо. Матерью мальчика была Адзаи Го, главная жена Хидэтады. Родители почти не занимались воспитанием сына и всё своё внимание уделяли Таданаге, младшему брату Иэмицу. Лишённый родительской любви, будущий сёгун рос под опекой своей кормилицы Касуги но-цубонэ, дочери Инабы Сигэмити.
Из-за преждевременной смерти Токугавы Тёмару, старшего брата Иэмицу, в роде сёгунов Токугава возникла проблема наследника, будущего сёгуна. По традиции им должен был стать Иэмицу. Однако его родители стремились передать этот титул своему любимцу Таданаге. Проблема решилась благодаря вмешательству кормилицы Касуги — она обратилась с жалобой к Токугаве Иэясу, патриарху рода и основателю сёгуната. Тот решил династический спор в пользу старшего внука Иэмицу, который получил дедово детское имя Такетиё и был провозглашён официальным наследником. Благодаря этому юноша в течение своей жизни относился к Иэясу с почтением и всячески способствовал его возвеличиванию.
В 1620 году будущий сёгун прошёл церемонию совершеннолетия, изменил детское имя на Иэмицу и получил от Императорского двора титул временного старшего государственного советника.

### Сёгун

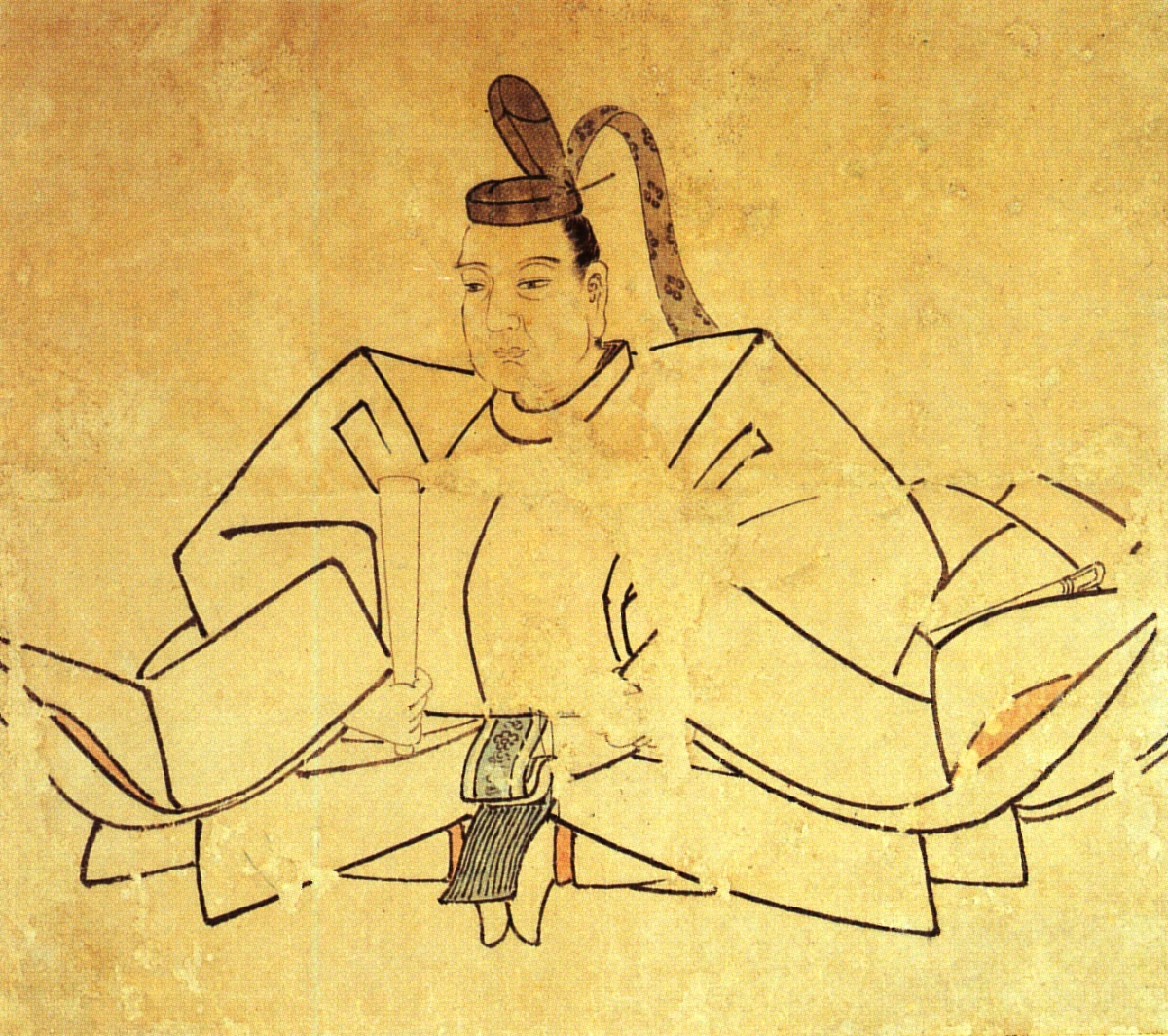
Токугава Иэмицу

23 августа 1623 года Иэмицу прибыл в столицу Киото вместе с отцом Токугавой Хидэтадой. Последний передал сыну свою должность сёгуна и титул главы рода Токугава. Хотя Иэмицу стал главой японского правительства, реальные рычаги власти оставались у его отца дайдзё тэнно. Новый сёгун выполнял лишь формальные функции главы военного положения и занимался решением социальных вопросов региона Канто.
В 1625 году Иэмицу женился на Такацукасе Такако, дочери Императорского советника Такацукасы Нобуфусы. Поскольку брак был бездетным, сёгун имел 8 дополнительных наложниц. От них он имел 5 сыновей и одну дочь.
В 1626 году Иэмицу вторично прибыл в столицу и получил от Императорского двора титул Левого министра и 1-й младший чиновничий ранг.
14 марта 1632 года, в связи со смертью дайдзё тэнно, Иэмицу стал полноправным правителем Японии. Для ликвидации оппозиции внутри рода Токугава, Иэмицу конфисковал земли своего младшего брата Токугавы Таданаги, бывшего претендента на пост сёгуна и одного из влиятельнейших даймё и заставил его совершить сэппуку. Кроме этого, для уменьшения влияния министров-старейшин, которые были опорой режима его отца, правитель ввёл в 1634 году пост младших старейшин, на которые назначались командиры гвардии сёгуната.
В 1634 году, во главе 300 тысячного войска, Иэмицу в третий раз посетил столицу и получил пост «министра высшей политики». Он увеличил доходы Императорского двора и аристократических домов за счёт предоставления новых земель.
В течение 1632—1636 годов Иэмицу проводил централизаторский силовой курс, направленный на подавление политических и экономических свобод региональных властителей. Он конфисковал владения неблагонадежных тодзама-даймё, которые в прошлом имели связи с опасным для сёгуната родом Тоётоми. Самой громкой конфискацией стало дело Като Тадахиро, сына регионального правителя Като Киемасы, который был изгнан из замка Кумамото за «неумелое управление». В 1633 году Иэмицу внёс поправки в Указ о воинской повинности, а в 1635 году ужесточил «Закон о военных домах». Он также ввёл систему периодических командировок для региональных властителей, которые должны были проводить год в ставке сёгуна. С 1634 года большинство провинциалов были заняты на строительных работах в замке Эдо, истощая казну своих региональных наделов.
Одновременно с этим, в 1634—1635 годах, Иэмицу провёл распределение полномочий и обязанностей управленцев сёгуната, которые имели статус ниже старейшин родзю. Была внедрена система ежемесячной ротации для некоторых управленцев высшего и среднего звена. Все решения в центральном правительстве должны приниматься коллегиально. Были созданы правила для подачи судебных исков и правила работы сёгунских совещаний.

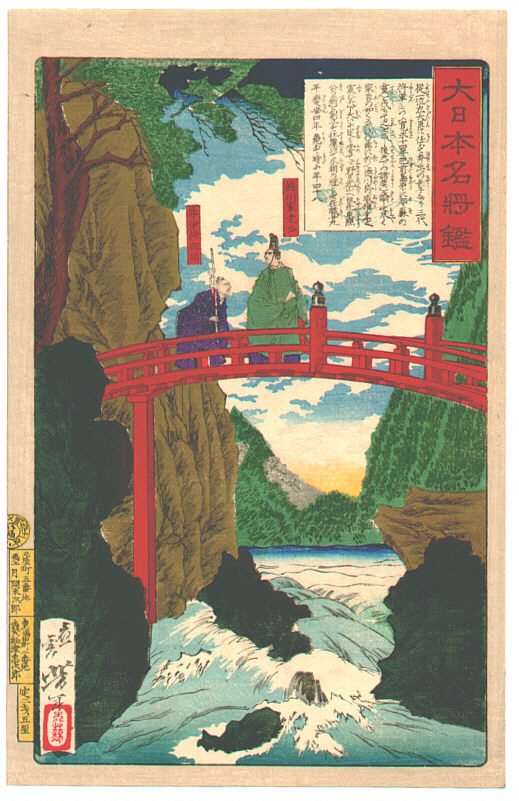
Токугава Иэмицу и Ии Наотака в Никко

При правлении Иэмицу окончательные формы принял режим изоляции Японии от Запада. Исповедание христианства было запрещено под страхом смерти. С 1633 года японцы, проживавшие заграницей, были лишены возможности возвращаться на родину. Спустя два года все жители Японии оказались под «железным занавесом», без права отправляться за границу. В 1639 году, после разрыва дипломатических отношений с Португалией, Иэмицу запретил европейцам прибывать в Японию; исключение составили лишь голландцы, которые с 1641 года имели свою торговую факторию на искусственном острове-резервации Дэдзима. Торговля была сведена к минимуму и осуществлялась в строго установленное время, причём цены на некоторые экспортные товары (например, шёлк) были фиксированными. Для управления религиозными делами и преследования подпольных христиан было создано ведомство управляющего храмов.

### Последние годы

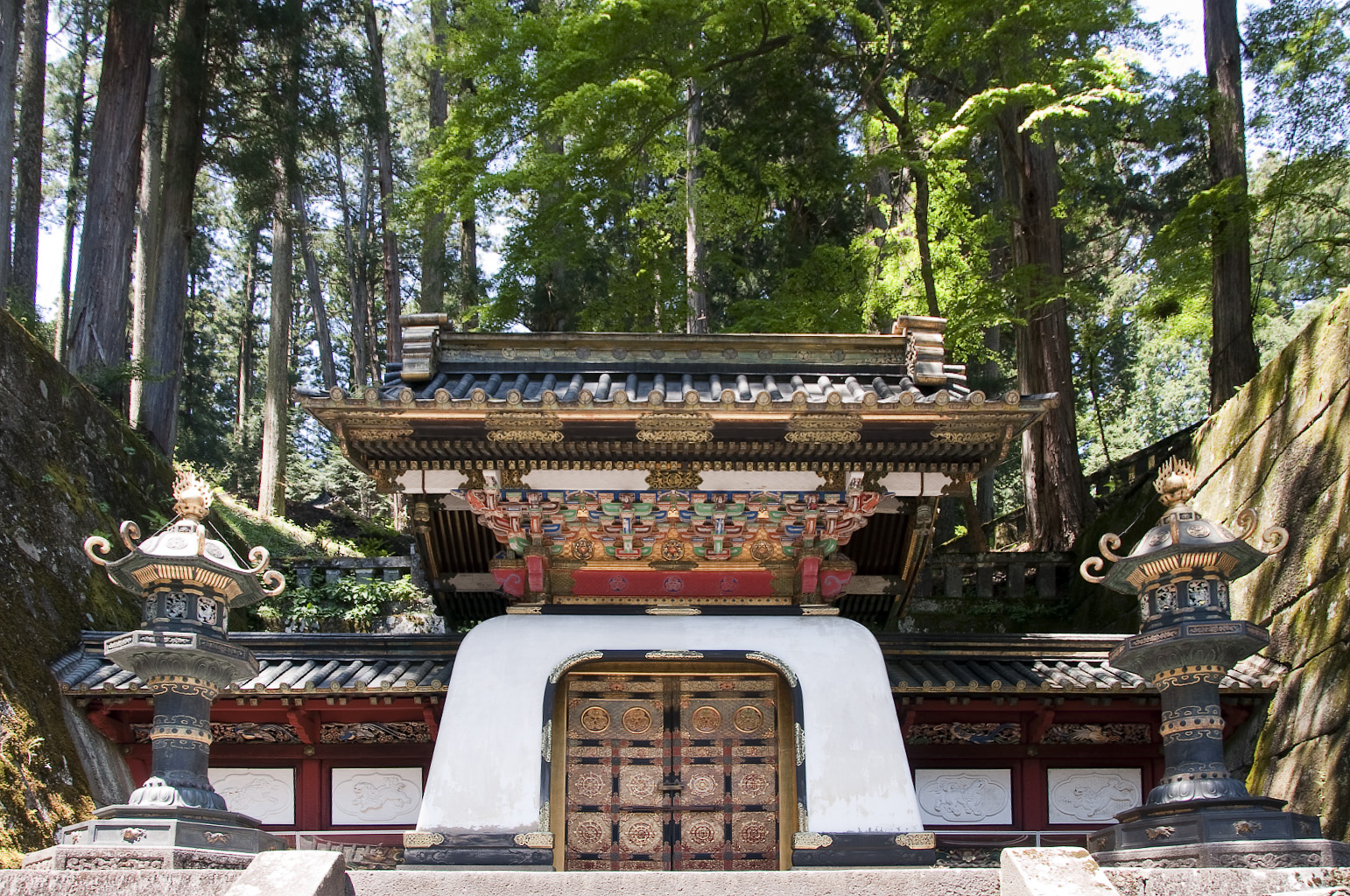
Мавзолей Тайю — гробница Иэмицу

Централизаторские реформы Иэмицу превратили сёгунат Эдо в мощный административный аппарат, однако силовые методы внедрения реформ вызвали широкое недовольство. Повинности, наложенные центральным правительством на региональных властителей, были тяжелым бременем для населения уделов, прежде всего крестьян и военных. В 1637 на западе Японии вспыхнуло мощное Симабарское восстание, после которого страну постигли стихийные бедствия и большой голод 1641—1642 годов. В связи с этим Иэмицу постепенно перешёл к умеренным реформам, с целью стабилизировать отношения с региональными властями. Правительство прекратило конфискации земель и уменьшило налоги. Для восстановления жизни села сёгун издал Указ 1649 года, которым предписывал культивировать на селе трудолюбие, упорство, экономность и многодетность. Расточительство и плохие привычки, вроде табакокурения, запрещались.
Токугава Иэмицу умер 8 июня 1651 года в Главном дворе замка Эдо в возрасте 46 лет. По завещанию, его похоронили на территории синтоистского Святилища Футарасан в городе Никко провинции Симоцукэ у храма Небесного моря, рядом с мавзолеем его деда. Покойному присвоили имя Его высочество господин Тайю, а его могила получила название Мавзолея Тайю в Никко.
С правлением Иэмицу связано окончательное становление политико-социальной системы Японии XVII—XIX веков. Однако сам сёгун не играл ведущей роли в её развитии. Он часто болел, а в течение 1637—1638 годов вообще не появлялся на совещаниях и публичных мероприятиях. В отсутствие сёгуна страной руководил Совет трёх старейшин — Мацудайра Нобуцуна, Хотти Масанори и Абэ Тадааки. Совет смог вывести страну из внутриполитического и хозяйственного кризиса 1637—1642 годов, а также оказался эффективен после смерти Иэмицу, когда он управлял государственными делами от имени 11-летнего сёгуна Токугавы Иэцуны.

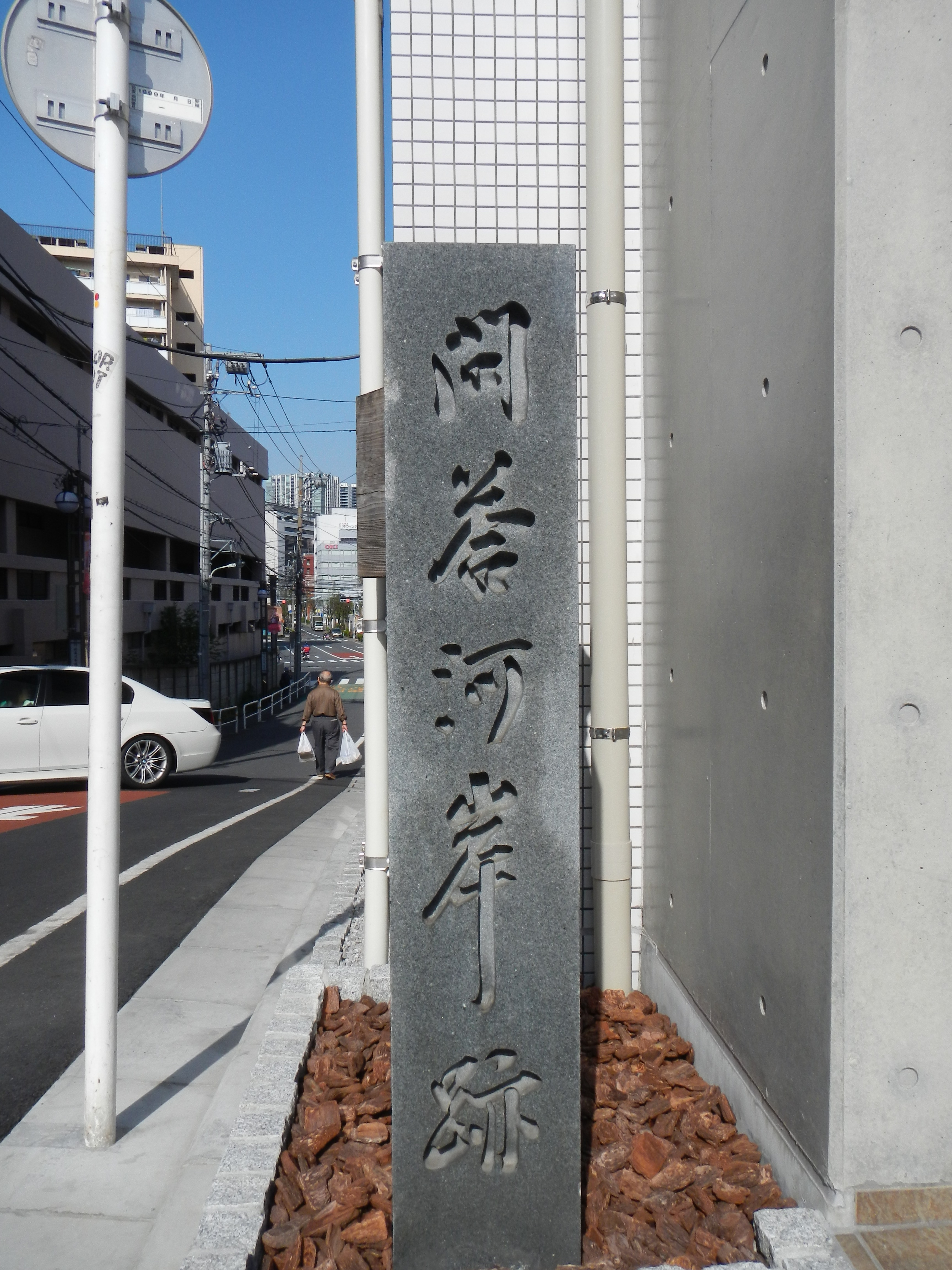
Монумент посвященный Такуану и Иэмицу

Иэмицу был человеком активным, любил соколиную охоту и боевые искусства. Но как сёгун он не имел тех управленческих качеств, которыми владели его дед и отец. Иэмицу находился на вершине государственной пирамиды, но не контролировал её полностью. Свидетельством тому являются многочисленные древние предания о «выдающемся правителе» Иэмицу который постоянно сдерживает свои желания и стремления, выслушивает замечания подчинённых и руководит страной в соответствии с их советами. Предполагают, что болезненность и дидактическое давление окружения имели негативное влияние на психику Иэмицу. Единственным утешением правителя была его кормилица Касуга но-цубонэ, доверенный слуга Сакаи Тадакацу и освобождённый им монах Такуан Сохо.